# Fromentières (Marna)
Fromentières – miejscowość i gmina we Francji, w regionie Grand Est, w departamencie Marna.
Według danych na rok 1990 gminę zamieszkiwały 222 osoby, a gęstość zaludnienia wynosiła 25 osób/km².